# 福島県立浪江高等学校
福島県立浪江高等学校（ふくしまけんりつ なみえこうとうがっこう）は、福島県双葉郡浪江町に所在する県立高等学校。2021年12月現在、東日本大震災及び原発事故の影響で休校中。

## 設置学科
- 全日制課程　
  - 普通科

1968年〜1973年には商業科も設置されていた。

## 沿革
- 1927年 - 福島県浪江実科高等女学校として創立。
- 1943年 - 福島県浪江高等女学校と改称。
- 1947年 - 福島県立浪江高等女学校と改称。
- 1948年4月 - 学制改革に伴い、福島県立浪江女子高等学校となる。
- 1949年 - 福島県立浪江高等学校に校名変更する。
- 1973年 - 福島県立小高農工高等学校より津島分校が移管される。
- 1986年 - 男子生徒が入学し男女共学となる。
- 2015年 - 福島県立ふたば未来学園高等学校が開校に伴い、募集停止[2]
- 2017年 - 休校[2]

## 交通
- 東日本旅客鉄道（JR東日本）常磐線浪江駅下車

## その他
2011年3月11日の東日本大震災（東北地方太平洋沖地震）に伴って発生した福島第一原子力発電所事故により避難指示がされた福島第一原子力発電所を中心とする半径20km以内の地域にあるため、福島県立岩瀬農業高等学校に仮の事務所が設けられ、福島県立安達高等学校・福島県立須賀川高等学校・福島県立大沼高等学校・福島県立磐城高等学校・福島県立新地高等学校の各校をサテライト協力校とするサテライト方式および通信の方式による対応がとられた。また、入試に関しては合否判定が不可能となったためII期選抜試験受験者全員を合格とする措置がとられた。